# Awut Deng Acuil
Awut Deng Acuil là chính trị gia Nam Sudan. Hiện nay bà là Bộ trưởng Bộ Trẻ em, Giới tính và Phúc lợi Xã hội.

## Đầu đời
Cha bà là tù trưởng bộ lạc sống ở nơi giáp danh giữa người Nuer và người Dinka.

## Sự nghiệp
Ban đầu, Deng tham gia tích cực vào các nỗ lực hòa bình. Bà tham gia đóng góp các sáng kiến hòa bình vào Hội đồng Giáo hội Tân Sudan. Bà cũng là người tham gia Hội nghị Hòa bình Wunlit năm 1999, giải quyết mâu thuẫn giữa hai tộc người Nuer và Dinka. Từ năm 2000 đến 2002, Deng đi khắp thế giới. Bà ủng hộ các nỗ lực hòa bình ở Nam Sudan. Năm 2002, bà được trao Giải thưởng Nhân đạ vì những nỗ lực vì hòa bình.
Deng tham gia các cuộc đàm phán hòa bình ở Kenya từ năm 2002 đến 2004. Các cuộc đàm phán đó đã góp phần đi đến Thỏa thuận Hòa bình Toàn diện được kí kết vào năm 2005. Từ năm 2005 đến 2010, bà được bổ nhiệm vào Hội đồng Lập pháp Nam Sudan tại Juba. Từ năm 2005 đến năm 2009, bà là cố vấn tổng thống về các vấn đề giới tính và quyền con người. Deng đồng sáng lập Hội Giám mục Công giáo Sudan, Hiệp hội Phụ nữ Sudan tại Nairobi và tổ chức Tiếng nói Phụ nữ Sudan vì hòa bình.
Từ năm 2009 đến năm 2011, Deng là Bộ trưởng Bộ Lao động và Dịch vụ Công cộng Nam Sudan, đảm nhận vai trò quan trọng của David Deng Athorbe. Ngày 10 tháng 7 năm 2011, bà tái đắc cử vào Nội các Nam Sudan. Ngày 14 tháng 9 năm 2011, bà tuyên thệ nhậm chức Bộ trưởng Lao động, Dịch vụ Công cộng. Là một phần của nội các mới vào tháng 4 năm 2016, Acuil được bổ nhiệm làm Bộ trưởng Bộ Trẻ em, Giới tính và Phúc lợi Xã hội.
Bà là Đại biểu quốc hội Nam Sudan từ năm 2010.